# Ostrea
Genre
Synonymes
- Anodontostrea Suter, 1917[1]
- genre Anodontostrea Suter, 1917[2]
- Cryptostrea Harry, 1985[1]
- genre Cryptostrea Harry, 1985[2]
- Eostrea Ihering, 1907[1]
- genre Eostrea Ihering, 1907[2]
- sous-genre Lopha (Ostreola) Monterosato, 1884[2]
- Monoeciostrea Orton, 1928[1]
- genre Monoeciostrea Orton, 1928[2]
- genre Myrakeena Harry, 1985[2]
- genre Ostracites Picot de Lapeirouse, 1781[2]
- genre Ostraea (sic)[2]
- sous-genre Ostrea (Anodontostrea) Suter, 1917[2]
- sous-genre Ostrea (Bellotrea) Vialov, 1936[2]
- sous-genre Ostrea (Turkostrea) Vialov, 1936[2]
- genre Ostreola Monterosato, 1884[2]
- Ostreum da Costa, 1776[1]
- genre Ostreum da Costa, 1776[2]
- Tiostrea Chanley & Dinamani, 1980[1]
- genre Tiostrea Chanley & Dinamani, 1980[2]
- genre Undulostrea Harry, 1985[2]

Ostrea est un genre de mollusques bivalves, des huîtres, dont le nombre d'espèces est modeste, mais qui ont colonisé de nombreux milieux (dont intertidal et bathyal).

## Classification
La classification des huîtres de ce genre est rendue délicate par le large polymorphisme (variété des formes) des coquilles ; ces dernières s'adaptent non seulement à la forme du substrat, mais aussi aux formes d'autres huîtres ou d'autres organismes croissant à leur contact. Néanmoins, le nombre d'individus d'un peuplement (actuel ou fossile) étant souvent élevé, le biologiste peut repérer des critères récurrents ou constants sur les parties non déformées d'un grand nombre de coquilles, voire trouver quelques individus automorphes (non déformés et présentant la forme typique de l'espèce). Il peut alors en déduire à quelle espèce appartient l'huître.
De même, le géologue peut-il s'appuyer sur un large échantillonnage latéral dans la couche qu'il étudie, ce qui permet des interprétations paléoenvironnementales pour cette couche. Le paléontologue peut étudier un large échantillonnage vertical et en déduire des interprétations phylétiques. Un tel exemple d’analyse a pu être effectué sur l’espèce Rhynchostreon suborbiculatum.
La taxonomie sera sans doute encore affinée par les progrès permis par les analyses génétiques.

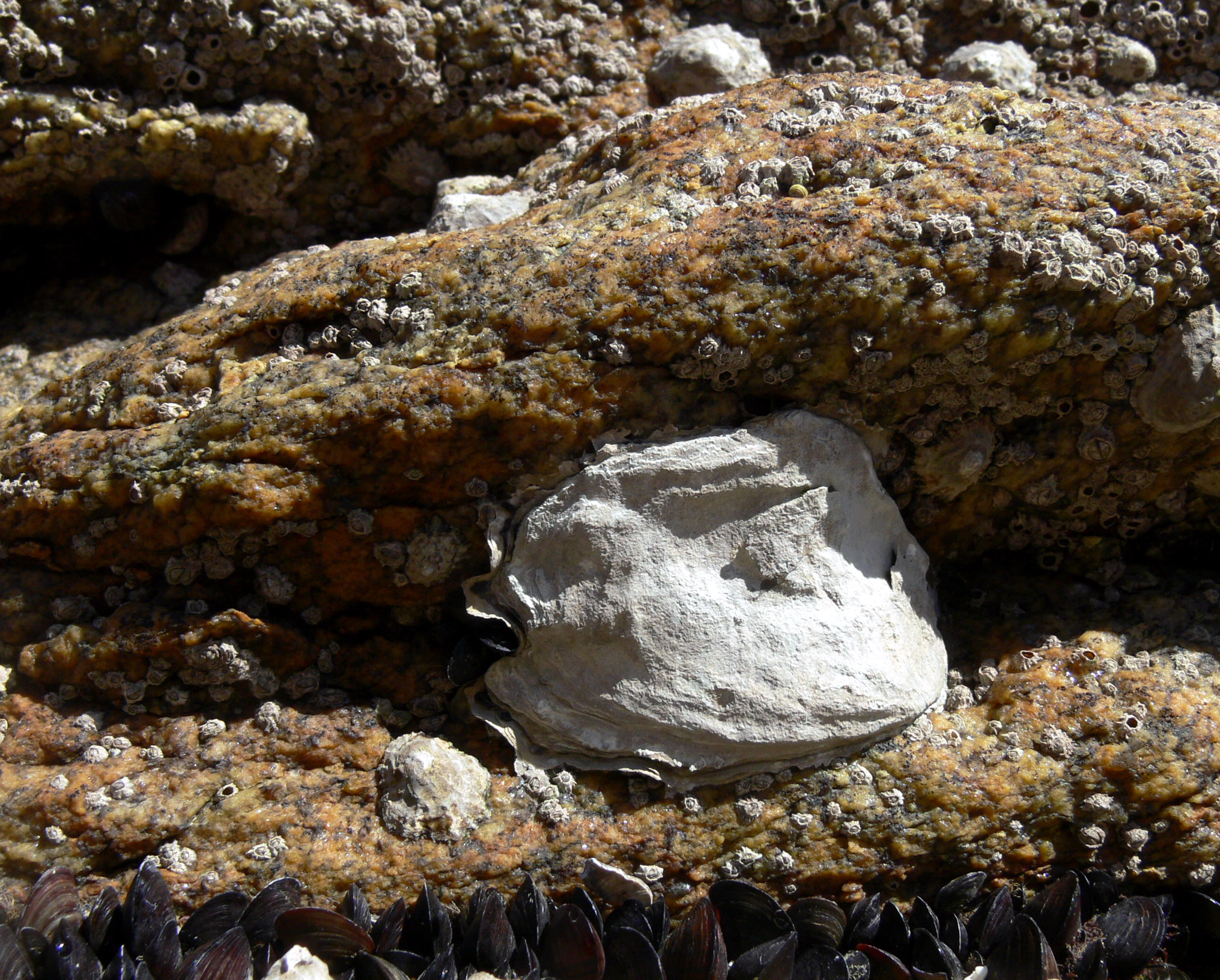
Chaque huître adapte sa forme à celle du support et de son environnement. la forme de la coquille est donc un critère taxonomique difficile à utiliser

Au XVIIIe siècle, Linné en 1758 a regroupé sous le nom d'Ostrea un certain nombre de coquillages souvent consommées par l'homme, présentant des caractéristiques communes : « Animal tethys, testa bavalvis, inaequivalvi sub aurita ; cardo edentulis, possula cava ornata, striisque lateralibus transversis ; vulva anusve nullus ».
Le classement était alors encore vague ; plusieurs véritables Ostrea étaient encore classées dans les genres Mytilus et Anomia, et inversement quelques espèces qui n’étaient pas des Ostrea étaient classées comme en faisant partie.

## Histoire de la classification
Aux XVIIIe et XIXe siècles, le naturaliste Jean-Guillaume Bruguière (1791), puis Jean-Baptiste de Lamarck (1801, 1819) ont précisé cette classification des ostréidés. Lamark classe à part les pectens et crée un nouveau groupe (les Gryphaea). Quelques décennies plus tard, Raulin et Delbos (1855) corrigent encore la taxonomie du groupe d'après l'étude des huîtres tertiaires d’Aquitaine. Ils définissent trois sous-genres (Ostrea, Gryphaea et Exogyra) et huit subdivisions (dont sept sont actuellement les genres Pycnodonte, Gryphaeostrea, Crassostrea, Ostrea, Cubitostrea, Saccostrea, Lopha, classés par leur morphologie externe mais aussi par des caractères stables intérieurs (« configuration de la surface ligamentaire » et du « crochet »). Thomas Say (1820) précise la classification du groupe Exogyra, Fisher de Waldheim celui des amphidontes (1829) et des pycnodontes (1835) ; Bayle travaillera sur les genres Aetostreon (1878), Ceratostreon (1878) et Rhynchostreon (1878) ; Sacco précise le classement des Alectryonella (1897), des Crassostrea (1897) et des Cubitostrea (1897).
Au XXe siècle, Vyalov (1936, 1937, 1948) poursuit ce travail par l’étude morphologique du groupe (caractères de la valve supérieure notamment), ce qui lui a permis de décrire 27 taxons nouveaux  et d'en réhabiliter d'autres (antérieurement considérés comme des synonymes).
Il propose une refonte totale de la classification, sévèrement critiquée par Ranson (1943, 1948) et Stenzel (1971) qui lui reprochent d'avoir oublié des caractères (structure interne de la coquille ou de l’aire ligamentaire, forme de l’empreinte musculaire, présence de chomatas… Ils lui ont aussi reproché d'avoir délaissé les pycnodontes.
En 1971 Stenzel réécrit une classification qui reste utilisée par les biologistes et les paléontologues. Elle repose sur un grand nombre de caractères trouvés chez les espèces fossiles et/ou  contemporaines (structure interne des parties molles, structure minéralogique et morphologique externe et interne de la coquille.
En 1986, Harry réalise une classification d’après les huîtres actuelles. La même année, quelques ajouts sont faits par Freneix et Viaud (1986) (sous-famille des Gryphaeostreinae ajoutée au sein des Gryphaeidae).
En 1990, Malchus (1990) synthétise les classifications de Harry (1985) et Stenzel (1971) mais en ajoutant au sein des Ostreidae une nouvelle famille (Palaeolophidae) et une sous-famille (Liostreinae).
Les Ostrea sont notamment les huîtres élevées, commercialisées et/ou récoltées pour être consommées.

## Liste des espèces
N.B: la liste des espèces est très différente selon la référence.
Selon World Register of Marine Species (9 mai 2021)
- Ostrea algoensis G. B. Sowerby II, 1871
- Ostrea amorpha G. B. Sowerby I in Forbes, 1846 †
- Ostrea angasi G. B. Sowerby II, 1871
- Ostrea angelica Rochebrune, 1895
- Ostrea arcula Marwick, 1928 †
- Ostrea atherstonei Newton, 1913
- Ostrea avalitesensis Jousseaume in Lamy, 1925
- Ostrea awajiensis Matsubara, 1998 †
- Ostrea chilensis Küster, 1844
- Ostrea circumpicta Pilsbry, 1904
- Ostrea conchaphila Carpenter, 1857 -- Huître Olympe
- Ostrea corrugata Brocchi, 1814 †
- Ostrea crassicostata G. B. Sowerby I, 1847 †
- Ostrea denselamellosa Lischke, 1869
- Ostrea edulis Linnaeus, 1758 -- Huître plate ou « Belon »
- Ostrea equestris Say, 1834 -- Huître à crête
- Ostrea futamiensis Seki, 1929
- Ostrea grandis Lightfoot, 1786
- Ostrea haitensis G. B. Sowerby I, 1850 †
- Ostrea imputata Anton, 1838
- Ostrea libella Weisbord, 1964
- Ostrea lurida Carpenter, 1864
- Ostrea margaritae Pilsbry, 1918 †
- Ostrea megodon Hanley, 1846
- Ostrea neostentina L.-S. Hu, H.-Y. Wang, Z. Zhang, C. Li & X.-M. Guo, 2019
- Ostrea pecten Forsskål in Niebuhr, 1775
- Ostrea pectinata E. von Martens, 1899
- Ostrea permollis G. B. Sowerby II, 1871
- Ostrea puelchana d'Orbigny, 1842
- Ostrea retusa J. de C. Sowerby, 1836 †
- Ostrea siamensis Mörch, 1853
- Ostrea solaris Jousseaume in Lamy, 1925
- Ostrea stentina Payraudeau, 1826
- Ostrea tatei Suter, 1913 †
- Ostrea taurica Krynicki, 1837
- Ostrea waitangiensis Marwick, 1928 †

Liste des espèces selon ITIS (26 février 2011)
- Ostrea conchaphila Carpenter, 1857
- Ostrea cristata Born, 1778
- Ostrea edulis Linnaeus, 1758
- Ostrea equestris (Say, 1834)
- Ostrea lurida Carpenter, 1864
- Ostrea megadon Hanley, 1846
- Ostrea sandvicensis

Liste des espèces selon NCBI (26 février 2011)
- Ostrea algoensis
- Ostrea angasi
- Ostrea aupouria
- Ostrea chilensis
- Ostrea circumpicta
- Ostrea conchaphila
- Ostrea denselamellosa
- Ostrea edulis
- Ostrea lurida
- Ostrea puelchana

Noms en synonymie
- Ostrea elegans Deshayes, 1832, un synonyme de Cubitostrea elegans (Deshayes, 1832) †
- Ostrea picta Gmelin, 1791, un synonyme de Crenatula picta (Gmelin, 1791)